# Sebastes fasciatus
Sebastes fasciatus és una espècie de peix pertanyent a la família Sebastidae.

## Morfologia
Cos oblong, robust i de color vermell brillant o grisenc amb una àrea fosca a la part superior i posterior de l'opercle. Els mascles poden fer fins a 42 cm de llargària total, tot i que, el més normal, és 30. Ulls grossos. Boca grossa i amb moltes dents petites. L'aleta dorsal s'estén des de la nuca fins al peduncle caudal. L'aleta caudal és notablement més petita. Té entre 31 i 38 escates a la línia lateral (normalment 33). 29-32 vèrtebres (normalment 30).

## Subespècies
- Sebastes fasciatus fasciatus (Storer, 1856)
- Sebastes fasciatus kellyi (Litvinenko, 1974)[10][7]

## Reproducció
És ovovivípar i de baixa fecunditat. La inseminació de les femelles té lloc des del juny fins a l'agost o, fins i tot, novembre; els oòcits madurs es fertilitzen des del novembre fins al febrer i les larves s'alliberen des del juny fins a l'agost o, fins i tot, l'octubre.
Es nodreix d'eufausiacis (Meganyctiphanes norvegica, Thysanopoda), decàpodes, Mysidacea i petits mol·luscs i peixos. Als Estats Units és depredat per Lophius americanus, el tallahams (Pomatomus saltatrix) i l'emperador (Xiphias gladius).

## Hàbitat i distribució geogràfica
És un peix marí, de clima temperat (74°N-45°N, 67°W-13°W) i demersal (entre 70 i 592 m de fondària, normalment entre 128 i 366) sobre fons rocallosos o de llim, el qual viu a l'Atlàntic nord-occidental (des del Golf de Sant Llorenç fins a Nova Escòcia i els Estats Units) i l'Atlàntic nord-oriental (Islàndia i l'oest de Groenlàndia).

## Observacions
La seua esperança de vida és de 30-50 anys, és gregari durant tota la seua vida., la seua carn és considerada com a excel·lent i és inofensiu per als humans.